# Masami Ihara
Masami Ihara (japonsko 井原 正巳), japonski nogometaš in trener, 18. september 1967.
Za japonsko reprezentanco je odigral 122 uradnih tekem.